# Manfred Seidl
Manfred Seidl (* 4. Februar 1944 in Oberrabnitz, Burgenland) ist ein österreichischer Feuerwehrfunktionär.

## Leben und Wirken
Manfred Seidl besuchte die HTL Mödling und machte 1964 die Matura. Als Maschinenbauer war er zuerst als Konstrukteur und später als Verkaufstechniker tätig. Danach begann Seidl, dessen Vater ebenfalls der Feuerwehr angehörte, hauptberuflich beim burgenländischen Landesfeuerwehrverband. Ausbildungen machte er bei den Berufsfeuerwehren Wien, Linz und Salzburg und wurde im eigenen Verband bereits mit Ausbildungsaufgaben betraut.
Bedingt durch seine Verehelichung übersiedelte er nach Eisenstadt. Im Jahr 1971 wurde Seidl Geschäftsstellenleiter des burgenländischen Landesfeuerwehrverbandes und Schulleiter der Landesfeuerwehrschule in Eisenstadt. Während seiner Leitung stieg die Anzahl der Lehrgangsteilnehmer von anfangs 450 pro Jahr auf ungefähr 4.000 im Jahr 1990.
Als gleichzeitiges Mitglied einer Freiwilligen Feuerwehr, also ehrenamtlich, war er Delegierter im Fachausschuss Feuerwehrtechnik im ÖBFV. Bei den Landesfeuerwehrleistungsbewerben war er auch einige Jahre vorerst Bewerbsleiterstellvertreter und später Leiter. Von 1979 bis 1990 war er Kommandant des Katastrophenhilfsdienstes für das Burgenland und gleichzeitig Landesfeuerwehrkommandantstellvertreter.
International hatte er vor allem gute Kontakte zu den östlichen Nachbarländern, sodass auch schon in den 1970er Jahren Feuerwehrmitglieder aus Ungarn, Slowenien und Kroatien zur Ausbildung an der burgenländischen Landesfeuerwehrschule teilnahmen.
Im Jahr 1990 wurde er zum Landesfeuerwehrkommandanten gewählt. Zum Bundesfeuerwehrpräsidenten wurde er als Nachfolger von Erwin Nowak im Jahr 1998 erstmals und im Jahr 2003 wieder gewählt. Nach seinem Ausscheiden nach zwei Perioden wurde er zum Ehrenpräsidenten des ÖBFV auf Lebenszeit gewählt. Als Nachfolger wurde Josef Buchta gewählt.
Die Funktion des Landesfeuerwehrkommandanten legte er mit Erreichen des Alterslimits von 65 Jahren Ende 2009 zurück. Die Nachfolge übernahm Alois Kögl.

## Auszeichnungen
- 2005: Großes Silbernes Ehrenzeichen für Verdienste um die Republik Österreich[1]
- Großes Verdienstkreuz am Bande des ÖBFV
- Großes Ehrenzeichen des Landes Burgenlandes
- Großes Verdienstkreuz in Gold des burgenländischen Landesfeuerwehrverbandes
- Deutsches Feuerwehr-Ehrenkreuz in Gold
- Ehrenpräsident des ÖBFV
- Komturkreuz des Landes Burgenland (2009)[2]
- Ehren-Landesfeuerwehrkommandanten auf Lebenszeit (2009)[2]